# Inajá (Pernambuco)
Inajá es un municipio brasileño del estado de Pernambuco, localizado al Suroeste de la ciudad de Recife, a 383 km. El Municipio está constituido del distrito-sede, Inajá, y de los poblados: Caraibeiro y Baixa da Alexandra. Tiene una población estimada al 2020 de 23 645 habitantes.

## Historia
Los primeros habitantes de la región fueron los indios pancararus y los indios cariris, que hoy están localizados al noroeste del municipio.
El nombre Inajá es de origen indígena que quiere decir palmera pequeña, en homenaje a las carnaubas existentes en los márgenes del Río Moxotó. La ocupación surgió a partir de una propiedad perteneciente a la Gerônimo Bezerra de Carvalho y su esposa Tereza de Jesus Maria, que fueron los primeros pobladores. En esa época aparecieron los Señores Cirilo Gomes de Araújo y Domingos Gomes de Souza, los cuales compraron la referida propiedad, por el precio de nueve (09) Cuentos de Réis en oro, con una área de tierra de más o menos de cinco (05) Leguas hasta el Moxotó, siendo allí edificada la primera casa construida por la familia del señor Euclides Machado Malta.
Su primer nombre fue Fazenda Espírito Santo. El desarrollo se dio a través de agricultores y ganaderos que se establecieron al borde del Moxotó. La ocupación comenzó a evolucionar gradualmente, hasta hacerse poblado y ser elevado a la categoría de Villa Espírito Santo, por ley municipal el 27 de septiembre de 1897, que creó el distrito del Espírito Santo. Este fue su segundo nombre y pertenecía al municipio de Tacaratu. La Villa de Moxotó fue creada por la Ley Provincial Nº991 del 1 de julio de 1909. En 1928 fue desglosado de Tacaratu, pasando a pertenecer al Municipio de Moxotó. Por el decreto-ley provincial nº 952, del 31 de diciembre de 1943, el distrito de Espírito Santo pasó a denominarse Inajá. En consonancia con la Ley Nº14 de octubre de 1948, por la Cámara de Concejales del Municipio de Moxotó, la sede fue transferida para Villa de Inajá. El día 2 de enero de 1949, Inajá pasó la Ciudad.
La Ley que creó el municipio concedió la Sede Municipal y el Forum de la ciudad en el cuadro de la división administrativa en lo que respecta al año de 1933, publicado en el Boletín del Ministerio del trabajo; el citado municipio comprendía cuatro distritos: Moxotó, Mariana, Geritacó y Espírito Santo.